# Osiraspis balteata
Osiraspis balteata är en insektsart som beskrevs av Hall 1923. Osiraspis balteata ingår i släktet Osiraspis och familjen pansarsköldlöss.
Artens utbredningsområde är Egypten. Inga underarter finns listade i Catalogue of Life.